# Jurgis Smolskis
Jurgis Smolskis Jurgis Smalstys-Smolskis en lituanien, Юрий Осипович Смольский (Youri Ossipovitch Smolski) en russe, Georges Smolski en français, est un juriste, écrivain, journaliste et homme politique, organisateur révolutionnaire dès 1904 dans la région de Rokiškis, en Haute Lituanie (Aukstatija) jusqu’à son exécution extra-judiciaire au cours de la guerre civile.
Issu du renouveau national lituanien dans la modernité, pour la démocratie, la justice sociale et la liberté culturelle et linguistique, il subit la prison du régime impérial russe et l’exil en Europe occidentale. Revenu dans son pays après la déclaration d'indépendance de la Lituanie, élu mandataire régional à Rokiškis, il développe l’instruction publique et laïque, aussi sous le bref régime bolchevik. Au printemps 1919, la contre-offensive des Armées blanches dans cette partie de la Lituanie déchaîne la terreur contre les civils suspects. Smolskis est arrêté arbitrairement et fusillé sous les ordres d’officiers ultra-réactionnaires de l'armée nationale en formation. Son action sociale et culturelle est revendiquée par les courants de gauche de la première république, et stigmatisée par le régime autoritaire de droite mis en place après le coup d'état de 1926. En 1955, sous le régime soviétique, Jurgis Smalstys-Smolskis est publié partiellement, en tant que précurseur de gauche. Après le retour de l’indépendance en 1990, son apport littéraire et patriotique est reconnu par l’historiographie. Par suite de la situation opaque des archives soviétiques et de la disparition des témoins, des lacunes subsistent dans sa biographie comme dans toute l’histoire de la Lituanie au XXe siècle, tandis que la recherche critique s’affine.
Citoyen du monde par ses voyages et sa pratique des langues - lituanien, russe, polonais, allemand, français, anglais, italien…), Jurgis Smolskis a contribué au rayonnement culturel de sa patrie.

## Biographie

### Jeunesse et formation
Fils de Juozapas Smalstys et de Karolyna Grižaite, agriculteurs de Kamajai (en), il est l’aîné de treize enfants, parmi laquelle quatre frères et une sœur atteignent l’âge adulte : Jurgis, Napalys, Balys, Maryte, Antanas. Dans le cadre de la polonisation du clergé catholique, les registres paroissiaux transcrivent le nom traditionnel de la famille comme Smolski. Son père Juozapas, qui a participé dans sa jeunesse à l’insurrection de 1863, exerce à plusieurs reprises la fonction de staroste  de Kamajai.
Jurgis, reconnu élève doué à l’école primaire paroissiale, est inscrit au séminaire catholique, qu’il décide à quinze ans de quitter pour achever ses études secondaires au Gymnase russe de Riga. Hébergé par un oncle, il gagne sa vie en effectuant des travaux de bureau.
De 1900 à 1905, il est inscrit à la Faculté de  Droit de l'Université de Saint-Pétersbourg ; il finance ses études  en donnant des leçons particulières auprès de familles aisées de la capitale russe.  
Jurgis Smolskis diffuse la littérature et la presse clandestines en lituanien et se rapproche de la social-démocratie. En 1900, il publie ses premiers poèmes dans les revues Ūkininkas (en)(L’Agriculteur) et Tėvynės sargas (en) (Le Gardien de la Patrie), et les années suivantes des articles concernant son village natal. En décembre 1903, il envoie au célèbre savant et patriote Jonas Basanavičius un recueil d'informations philologiques et ethnographiques locales. En 1904, il organise le congrès de l'organisation de la jeunesse du parti social-démocrate de Lituanie (LSDP) au manoir de Vladas Sirutavičius à Kairiškiai.

### La révolution de 1905
Dans les villages autour de Kamajai, Jurgis Smolskis met en scène et compose lui-même des pièces pour les troupes de théâtre amateur, accompagnées de lectures en vers et en prose. Il organise des tournées dans toute la région, entre autres à Panevėžys, Rokiškis et jusqu’à Subate (Lettonie actuelle).
En juillet 1905, Smolskis refuse l’entrée de la salle à un ouriadnik (officier de police) qui prétendait assister au spectacle sans billet, et le fait expulser. Cet exploit lui vaut une sentence de six mois à purger à la prison de Zarasai. En 1905-1906, il dirige l'organisation du LSDP à Kamajai, où il soutient la syndicalisation des ouvriers agricoles et les revendications paysannes, et organise des manifestations dans toute la Haute-Lituanie.
Proclamée en été 1905, la République de Kamajai expulse les autorités tsaristes et organise ses propres institutions sans distinction d'origine  entre les citoyens. La République se dote d'un tribunal, d'une garde armée, d'une bibliothèque qui diffuse des imprimés par hectographie. Le 30 octobre, lors d’une manifestation locale, Jurgis Smolskis oblige le commissaire de police à porter un drapeau rouge.
L’administration tsariste doit se retirer de Kamajai. Les autorités tentent de fomenter un pogrome contre les habitants juifs de la bourgade, diversion odieuse que Jurgis Smolskis déjoue en organisant la solidarité active entre les différentes communautés et leurs représentants. Smolskis préside des meetings dans tous les villages de la région. L’influence de cette république, inspirée entre autres de la Commune de Paris (1871), s’étend jusqu’à Utena et Alanta (en).
Début décembre 1905, il participe au Grand Seimas de Vilnius (en) qui appelle à la résistance non violente contre les autorités russes. L'année suivante, il est élu au comité du Parti social démocrate de Lituanie (PSDL).
La répression des autorités russes se déchaîne fin décembre 1905. Une centaine de cosaques mettent à sac la maison familiale des Smalstys, tabassent et arrêtent son frère Balys, qui décédera quelques années plus tard en prison. Le 3 février 1906, une expédition punitive de 300 dragons et fantassins investit Kamajai, encercle et pille la maison Smalstys et la détruit de quatre coups de canon tirés à bout portant.

### Les années d'exil
Vers février 1906, il signe une carte postale cachetée à Tilsit (province de Prusse-Orientale) à l'intention de sa famille à Kamajai. De retour dans l'Empire russe au cours de la même année, il participe au comité central du PSDL à Vilnius et organise des grèves parmi les ouvriers agricoles de la région de Suwałki et du textile de Białystok. En 1907, il est arrêté à Simferopol en Crimée. Peu après, Jurgis Smolskis s’évade par substitution de nom lors d’un transfert vers Yalta.
Entre 1907 et 1910, il séjourne à Cracovie et Zakopane (alors dans l’empire d’Autriche) à Arosa et à Davos en Suisse, auprès de son frère Napalys, imprimeur. Inscrit en 1910 à l’université nouvelle de Bruxelles, aux cours du sociologue Guillaume De Greef, il rencontre une institutrice belge, Germaine Geelens, dans la mouvance du pédagogue Ovide Decroly. Georges Smolski participe aux activités politiques des exilés et à la presse ; il publie notamment les bases juridiques d’un système bancaire national. Le couple, de santé fragile, voyage en Suisse et en Italie.

### Retour dans l'Empire russe
Fin 1913, diplômé en sciences politiques et sociales à l'Université nouvelle de Bruxelles, Jurgis Smolskis rentre sous un faux nom dans l'Empire russe. Il aurait été employé comme comptable dans une mine au-delà de l'Oural. En juin 1914, Il rejoint sa compagne Germaine Geelens arrivée à Bazilionai (en). Au déclenchement de la guerre mondiale suivi en 1915 par l’occupation de la Lituanie par l’armée allemande, le couple vit à Saint-Pétersbourg (rebaptisée Petrograd)  puis à Moscou, où Jurgis Smolski dirige l'organisation clandestine du PSDL.
En automne 1916, au cours d’une tentative d’émigration par le Transsibérien, il est arrêté à Irkoutsk et emprisonné à Kostroma, où le Parquet de Vilnius s’est replié. Sa santé se détériore ; il survit grâce au soutien de sa compagne et obtient son transfert dans une prison de Moscou.
Libéré par la révolution de février/mars 1917, il anime le parti social-démocrate lituanien légalisé et se rapproche de la fraction bolchevique, participant à la rédaction du journal Tiesa (La Vérité) (en). 
En juin 1917, au Seimas de Pétrograd (en), il représente et dirige le groupe du PSDL. Ce parti soutient l'autonomie de la Lituanie au sein de la Russie, tandis que la majorité de l'assemblée se prononce pour l'indépendance. Au cours de l'été, Jurgis souffrant d'anémie et de problèmes pulmonaires, le couple séjourne en Géorgie pour restaurer sa santé. De retour à Moscou, après la  prise du pouvoir par le parti bolchevik début novembre, Jurgis Smolskis travaille à la section lituanienne du Commissariat du peuple aux nationalités. Au cours de l'hiver de famine 1917-1918, il organise le ravitaillement, l'inventaire des biens et le rapatriement des réfugiés lituaniens.

### En Lituanie indépendante
À la suite de la paix de Brest-Litovsk, il rentre dans sa patrie formellement indépendante et est élu président du comité régional de Rokiškis. À la chute de l’Empire allemand et la fin de la guerre mondiale, l’Armée rouge occupe les deux-tiers est du territoire de la Lituanie et y instaure une république soviétique (en) dirigée par l’intellectuel communiste Vincas Mickevičius-Kapsukas. Le soviet élu à Vilnius comprend aussi des délégués menchéviks, du Bund et du PSDL. La majeure partie de l’administration reste en place ; Jurgis Smolskis est chargé du département d'éducation populaire du comté de Rokiškis, en tant qu'adjoint du professeur Antanas Purėnas (lt).
Tandis que son camarade du PSDL Steponas Kairys participe au gouvernement de coalition replié à Kaunas, des officiers de carrière proches des Russes blancs encadrent des milices de volontaires pour former une armée nationale. En offensive contre les Bolcheviks (« Rouges ») et rivaux des Polonais de Piłsudski, les « Blancs » sont eux-mêmes divisés en partisans de l’Entente, et corps francs allemands de la Baltique. Les gardes blancs occupent Panevežis puis Rokiškis fin mai 1919 et le reste de la Haute-Lituanie au cours du mois suivant. Arrêté le 26 juin par les troupes du colonel Vincas Grigaliūnas-Glovackis (lt), Jurgis Smolskis est emprisonné d'abord à Rokiškis puis à Pakriaunys (lt) près d’Obeliai. Antisémite affirmé, Glovackis témoigne d'une haine féroce contre les dirigeants et sympathisants de gauche qu'il assimile aux bolcheviks et aux juifs.  Il réunit une Cour martiale dans l'intention de condamner Smolskis à mort.  Celui-ci réfute en juriste des allégations de meurtre et démontre que le procès repose sur des accusations politiques. Le 4 juillet, ce tribunal le condamne à  six ans de forteresse.
Le 6 juillet, au départ d'un transfert à Kaunas, Jurgis Smolskis est abattu dans la forêt voisine sous prétexte d’une tentative d’évasion. Sa mort et la terreur blanche et antisémite contre des centaines d’autres suspects de gauche soulèvent l’indignation dans la région, s’exprimant en pétitions, et parmi les milieux progressistes de Kaunas. Glovackis, qui ne lui pardonne pas son engagement laïc et révolutionnaire, interdit l’enterrement à Rokiškis et tout cortège, pour éviter le risque de manifestation d’opposition.  Au parlement de Kaunas, l'ethnologue et social-démocrate Peliksas Bugailiškis (lt) préside une commission d'enquête sur les meurtres de Jurgis Smolski et de Feliksas Valiukas (lt), dirigeant social=démocrate de Panevežis, massacré sur la route avec son épouse Ona, autres victimes du colonel Glovackis.  
Veuve à 31 ans, enceinte, bouleversée et épuisée par les démarches, Germaine Geelens rédige un rapport sur la terreur blanche pour tenter d'informer l'opinion en Europe occidentale.
Germaine Geelens-Smolski revient en Belgique en automne 1919 et accouche à Verviers en février 1920 d’une fille posthume, Jurgita. Rentrée en Lituanie au retour d’un état de droit, elle enseigne la langue française au Gymnasium laïc de Marijampole. En 1922, elle se porte partie civile devant un tribunal de Kaunas. Glovackis et ses troupes tentent d'intimider le tribunal ; la Cour disculpe les officiers responsables et condamne le militaire exécutant à une peine symbolique de prison. Ce colonel, bientôt promu général, participe au coup d'état de 1926 qui instaure une dictature de droite et écarte les cadres progressistes : Germaine Geelens doit à nouveau quitter le pays. 
En 1937, la veuve et la fille de Jurgis Smolski passèrent les vacances d'été en Lituanie, où sa mémoire politique  restait encore très présente. 

## Œuvres et postérité
L'œuvre littéraire la plus populaire de J. Smolski est la comédie Nutrūko (La Rupture) (1906), interprétée à de multiples reprises par des troupes de théâtre amateur jusqu'en 1910. De nombreuses œuvres –poèmes, nouvelles, pièces de théâtre ont été détruites ou sont restées manuscrites.
De 1962 à 2005, sa fille Jurgita Smolski (lt) voyage à plusieurs reprises en Lituanie soviétique puis indépendante, publie des biographies romancées de ses parents et encourage la recherche sur son père. En 1996, Jurgita Smolski crée la fondation Smolski - Geelens pour soutenir les étudiants de troisième cycle en histoire de l’université de Vilnius à l’université libre de Bruxelles.
En 1947, 130 victimes de la terreur blanche de 1919 avaient été transférées au cimetière d'Obeliai. En 2009, un monument à la mémoire de Jurgis Smalstys-Smolskis est inauguré à Pakriaunys sur les lieux de l’exécution, où il avait été enterré jusqu'à la seconde guerre mondiale.
Le 6 juillet 2019, à l’occasion du centenaire de sa mort, une stèle avec portrait du couple a été posée au nom des descendants de Belgique.